# Media Player Classic
Media Player Classic (förkortat MPC) är en mediaspelare för Windows. Administratörer av projektet är Gabest och schultz_. MPC är en programvara som går under öppen källkod.
Programmet har tagit sitt utseende ifrån Windows Media Player 6.4 och för att hedra detta släpps spelaren i versioner som efterliknar denna mediaspelare. Mediaspelaren finns på Sourceforge under projektnamnet guliverkli.

## Vidareutvecklingar
På grund av ett uppehåll i utvecklingen av MPC i maj 2006 så startade medlemmarna på forumet Doom9 en vidareutveckling av MPC under namnet guliverkli2. Deras vidareutveckling av MPC är tänkt att täta igen kvarlämnade buggar. Samtidigt så startade man också en ny mediaspelare med namnet Media Player Classic Home Cinema. Denna är tänkt att förutom täta till buggar, ge spelaren fler funktioner. Vidareutvecklingen av MPC fortsatte på mönstret 6.4, medan MPC Home Cinema började om från början med versionsnummer 1.0.0.0.
Det finns även en 64-bitarsversion av MPC Home Cinema som stödjer Windows XP x64, Windows Vista x64, Windows 7 x64 och Windows 8 x64.

### Fotnoter
1. 1 2  ”Development of guliverkli” (på engelska). http://sourceforge.net/projects/guliverkli/develop. Läst 9 augusti 2009.
2. 1 2  ”Media Player Classic Home Cinema” (på engelska). http://mpc-hc.sourceforge.net/. Läst 9 augusti 2009.
3. ↑  ”Media Player Classic (patched build) på Doom9” (på engelska). http://forum.doom9.org/showthread.php?t=128616. Läst 5 juni 2012.
4. ↑  ”Windows Vista 64 and 32 bit support - MPC Home Cinema” (på engelska). http://mpc-hc.sourceforge.net/Vista64.html. Läst 12 augusti 2011.